# Domino Whist

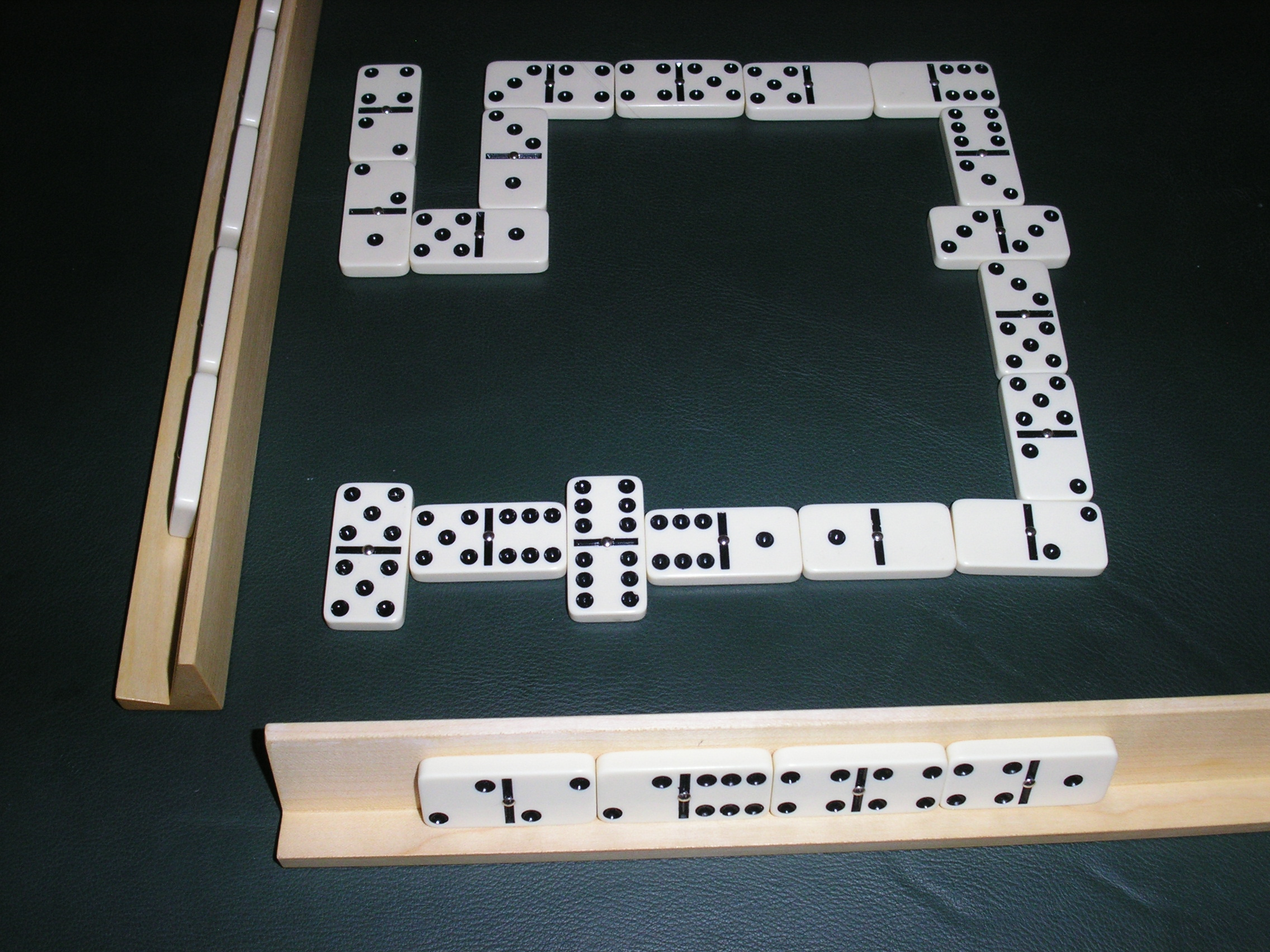
Aufwändig gearbeitete Dominosteine besitzen in der Mitte kleine Noppen, sodass die Steine zur Erleichterung des Mischens nicht ganz flach auf dem Tisch zu liegen kommen. Dominoleisten hindern die Steine am Umfallen.

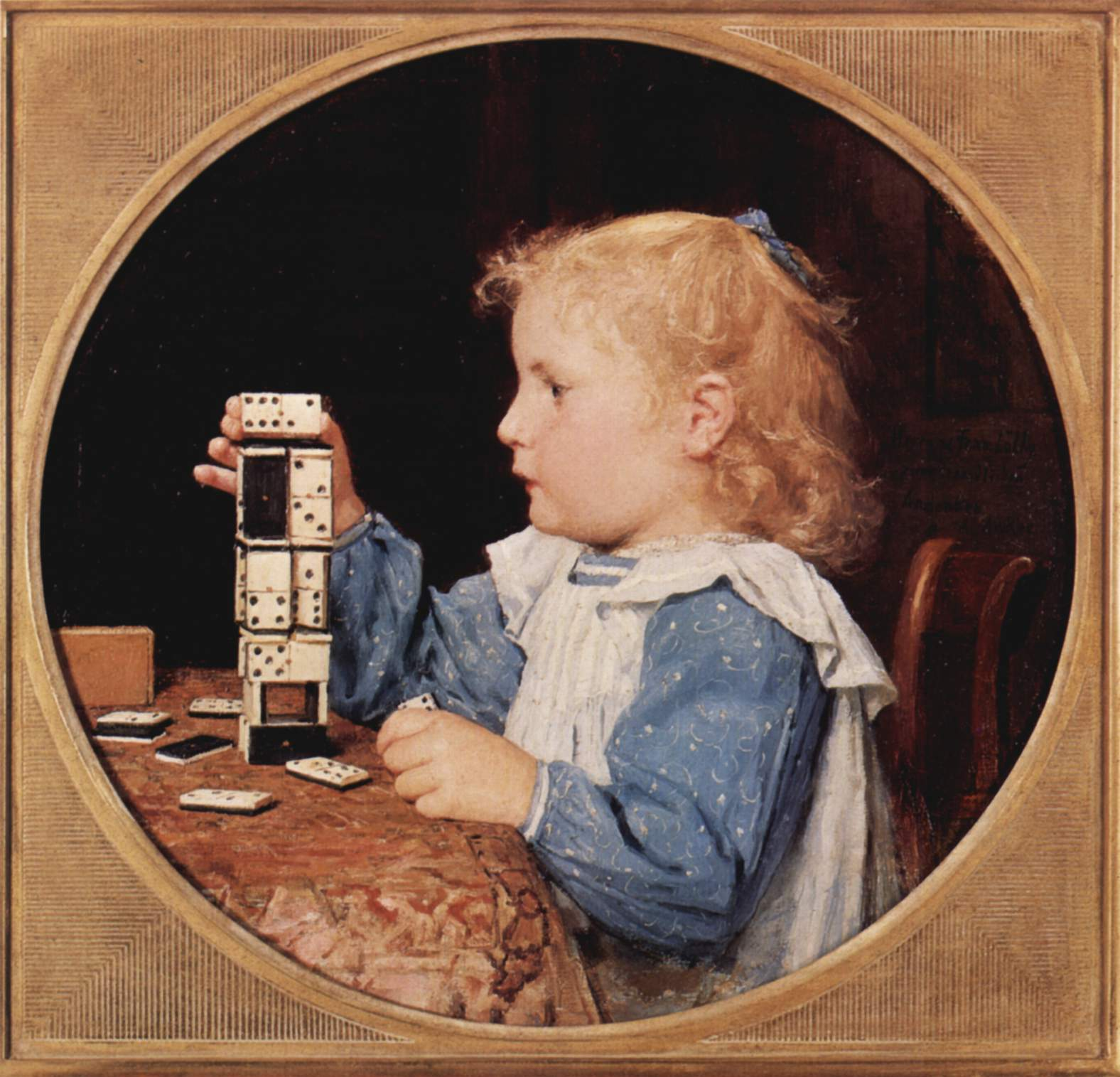
Albert Anker: Das Mädchen mit den Dominosteinen, 2. Hälfte des 19. Jh.

Domino Whist ist eine Variante des Dominospiels für vier Personen in zwei Partnerschaften. Gespielt wird mit einem Sechser-Domino, d. h. mit 28 Steinen.
Der Name Domino Whist lässt vermuten, dass es sich hier um eine Adaption des Kartenspiels Whist für Domino-Steine handelt, das ist jedoch nicht der Fall: beim Domino Whist gibt es keine  Stiche, keine  Trümpfe und keine  Honneurs.

## Die Regeln

### Bewertung der Steine
Jeder Stein zählt so viele Augen (Punkte, Pips) wie darauf verzeichnet sind: 6–6 zählt zwölf Augen, 4–2 sechs Augen usf.
Ziehen zwei Spieler Steine mit derselben Augensumme, z. B. 4–3 und 6–1, so entscheidet die höchste einzelne Zahl, also 6–1 gilt höher als 4–3. Diese Rangfolge ist nur für die Auslosung der Partnerschaften von Bedeutung; bei der Abrechnung eines Spiels zählen 6–1 und 4–3 jeweils sieben Augen.

### Sitzordnung
Die Steine werden verdeckt gemischt; jeder Spieler zieht einen Stein.
- Der Spieler, der den höchsten Stein zieht, wählt seinen Sitzplatz, er ist Vorhand im ersten Spiel.
- Der Spieler, der den zweithöchsten Stein zieht, ist Partner von Vorhand und setzt sich gegenüber von Vorhand;
- Der Spieler, der den dritthöchsten Stein gezogen hat, setzt sich zur Linken von Vorhand.
- Der Spieler, der den vierthöchsten Stein gezogen hat, setzt sich zur Rechten von Vorhand.

Einander gegenüber sitzende Spieler sind Partner für die Dauer einer Partie. So wie beim Whist spielt „Hoch“ gegen „Niedrig“.

### Teilen
Nach Auslosung der Partnerschaften werden die gezogenen Steine zurückgelegt, es wird neu gemischt, und geteilt: Jeder Spieler erhält sieben Steine (d. h. so wie beim Whist alle Karten verteilt werden, so werden hier alle Steine verteilt: es gibt keinen Talon.)
Vorhand eröffnet das Spiel mit einem Stein seiner Wahl. Das Eröffnen wechselt nach jedem Spiel im Uhrzeiger: Das zweite Spiel eröffnet daher der Spieler zur Linken von Vorhand, das dritte der Partner von Vorhand usw.

### Spiel
Es wird nun Blockdomino gespielt: die Spieler legen reihum jeweils einen Stein an.
Ein Spieler muss anlegen, falls er dazu imstande ist (vgl. Farbe bedienen beim Whist) oder passen.
Ein Spiel endet, wenn
- ein Spieler seinen letzten Stein anlegt, d. h. ausmacht, bzw. Domino ruft, oder
- alle vier Spieler hintereinander passen, d. h. kein Spieler mehr anlegen kann, das Spiel also gesperrt ist.

### Partie
Am Ende eines Spieles zählen beide Teams ihre Augen und notieren diese als Schlechtpunkte. Diese werden nach jedem Spiel addiert; eine Partie ist beendet, sobald ein Team 100 oder mehr Schlechtpunkte erreicht.
Anmerkung: Domino zu viert wird abweichend von der oben angeführten Regel in vielen in Details unterschiedlichen Variationen gespielt; die hier wiedergegebene Regel ist keinesfalls in dem Sinne verbindlich wie etwa die Regeln des Schachspiels.